# Jacob Frese
Den här sidan handlar om den finländske poeten och kanslisten Jacob Frese. För den medeltida handelsmannen, se Jakob Frese.
Jacob Frese, född omkring 1690 i Viborg död, ogift, 31 augusti 1729 i Stockholm, var en finländsk skald och kanslist.

## Biografi
Freses föräldrar var råd- och handelsmannen Joakim Frese och Barbara Ruuth. Frese led hela sitt liv av svår sjukdom. Han inskrevs 1703 som student vid Kungliga Akademien i Åbo, där han började sitt författarskap med tillfällesdikter. Efter den ryska erövringen av Viborg i finska Karelen 1710 flydde Frese till Stockholm 1711, där han tjänstgjorde som extra ordinarie kanslist vid kungliga kansliet. 1714 erhöll han fullmakt som sekreterare vid amiral Erik Johan Lillies eskader, men tjänsten indrogs av ständerna, innan Frese hann tillträda den.
I Stockholm umgicks han med skalder och poeter. Särskilt fann han i Johan Runius en vän som han beundrade. I likhet med Runius blev Frese snart flitigt anlitad som författare av bröllops- och begravningsdikter.
Vid det samkväm, som den 28 januari 1715 ägde rum på Riddarhuspalatset till firande av Karl XII:s hemkomst, var Frese festskald; hans tal bär titeln "Echo å Sweriges allmänna frögde-qväden" och är varmare, enklare än den vanliga dåtidsretoriken. Samma år blev han av guvernören i Skåne, Jacob Burensköld, kallad till handsekreterare, en beställning, som upphörde redan den 1 juni 1716, då guvernören fick avsked. Frese återinträdde i kansliet och befordrades 1719 till kanslist vid den nyinrättade civilexpeditionen. Redan vid unga år hade han angripits av "en svår och häftig skälfvesot", som årligen återkom och från 1724 tilltog i våldsamhet och av vilken han efter långvariga plågor rycktes bort.
Utom tillfällesdikter lät Frese trycka "Andelige och werldslige dikter" (1726), "Korta sedeläror och sedetillämpningar" (samma år), korta prosafabler, "Passionstankar" (1728) och "Någre poetiske samblingar" (samma år). I dessa dikter visar sig Frese som en lyriker av utpräglat subjektiv art. Han utgick ifrån de vid hans debut tongivande skalderna, särskilt Runius, vilken han efterliknade i skämtsamma och ordlekande tillfällighetsverser. Så småningom fann han likväl ett eget uttryckssätt i skildringen av sitt eget inre. Dels hans eget gry, dels hans livs bekymmer och sorger förlänade åt hans diktning det vemodiga, blida, resignerade drag, som utmärker särskilt hans "Vårbetraktelser" och som ansetts förena honom med Creutz, Franzén och andra finländska skalder.
Påverkad av den samtida pietistiska riktningen, gav Frese i sina andliga dikter uttryck för en innerligare religiös uppfattning, ett personligare religiöst liv än den tidigare svenska psalmdiktningen i allmänhet hade ägt. Hans naturstämningar är veka och behagliga. Beundrare av Karl XII, hyllade han i sin tidigare alstring krigarkungen för att sedermera bli en övertygad förkunnare av fredens nödvändighet och välsignelser. I detta, liksom i sin subjektivitet och sin konstnärligt utarbetade, välljudande och uttrycksfulla form, visar sig Frese som en övergångsförfattare.
Under den tid i vår litteraturhistoria, som ligger mellan Stiernhielm och Dalin, har Frese ansetts vara en av de få, som förtjänar namnet skald i detta ords verkliga betydelse. Hans dikter är av såväl religiöst som världsligt innehåll. Genom hans sånger, som i allmänhet utmärker sig för naturlighet, täckhet och ett oskuldsfullt behag, går en grundton av mild klagan, from försakelse och längtan från jorden. Vad som i väsentlig grad höjer Frese över mängden av sina samtida är det vårdade språket, i vilket han, liksom i känslans innerlighet, kan anses som en förebådare för sina landsmän, Creutz och Franzén. Jacob Frese är begravd på Maria kyrkogård i Stockholm.

### Valda verk
- Valda skrifter af Jacob Frese / samlade och å nyo utgifna af P. A. Sondén. Stockholm. 1826. Libris 2428935
- Valda skrifter. Helsingfors: Sederholm. 1863. Libris 9337737
- Samlade vitterhetsarbeten af svenska författare från Stjernhjelm till Dalin. 20, Samlade skrifter af Jacob Frese. Upsala: Hanselli. 1876. Libris 600780. https://runeberg.org/svsf/20/
- Arvid Hultin; Jacob Frese (1902). ”Valda skrifter / af Jakob Frese. Med, En teckning af hans lefnad och skaldskap / af Arvid Hultin.”. Skrifter utgivna av Svenska litteratursällskapet i Finland. Skrifter utgivna av Svenska litteratursällskapet i Finland (Helsingfors: Svenska litteratursällskapet i Finland). Wikidata Q113393924. ISSN 0039-6842. https://urn.fi/urn:NBN:fi-fd2019-00022385.
- Avsked från världen : dikter / urval, inledning och kommentarer av Daniel Möller. Lilla serien, 1402-0602 ; 47. Lund: Ellerström. 2012. Libris 13431390. ISBN 978-91-7247-317-1